# Liriomyza pechumani
Liriomyza pechumani är en tvåvingeart som beskrevs av Spencer 1986. Liriomyza pechumani ingår i släktet Liriomyza och familjen minerarflugor.
Artens utbredningsområde är Florida. Inga underarter finns listade i Catalogue of Life.